# 34-й Вирджинский пехотный полк
34-й Виргинский пехотный полк (англ. The 34th Virginia Infantry Regiment) — пехотный полк, набранный в штате Виргиния для армии Конфедерации во время Гражданской войны в США. С мая 1862 года по май 1864 года он считался 4-м виргинским полком тяжёлой артиллерии. Полк сражался в основном в составе Северовиргинской армии.
Полк был сформирован в мае 1862 года. Его роты были набраны в Норфолке, Ричмонде и Йорктауне, а также в округах Глостер, Мекленберг, Бедфорд, Грин и Кинг-анд-Куин.

## Ротный состав
- Рота A (Gloucester Artillery) — в основном из округа Глостер.
- Рота B (Mecklenburg Heavy Artillery) — округ Мекленбкрг.
- Рота C (Davis Artillery) — Линчберг
- Рота D (Greene Rough and Readys) — округ Грин
- Рота E (Piedmont Battery B) — округ Бедфорд
- Рота G (Bedford Heavy Artillery — округ Бедфорд
- Рота F (Halifax Heavy Artillery) — округ Галифакс
- Рота H (Powhatan Artillery)- округ Бедфорд
- Рота I (Captain Sales Heavy Artillery) — округ Бедфорд
- Рота K (King and Queen Artillery) — округа Грин и Кинг-энд-Куин
- Рота L (Fray’s Artillery) (Madison Artillery) — округ Мэдисон

## Боевой путь
Полк был приписан к Ричмондскому военному департаменту и был известен как «4th Heavy Artillery». 23 мая 1862 года он был переформирован в пехотный, переведён из Глостера на Вирджинский полуостров и участвовал в сражении при Севен-Пайнс.

## Интересные факты
В мае 1862 года в полку рядовым служил Уокер Бёрфорд Фриман (1843—1935), отец историка Гражданской Войны, Дугласа Фримана. 31 мая он получил несколько ранений в сражении при Севен-Пайнс.